# کریستف گوتفرید باردیلی
کریستف گوتفرید باردیلی(۱۸مه ۱۷۶۱ – ۵ ژوئن ۱۸۰۸) فیلسوف آلمانی و پسر عموی فردریش ویلهلم ژوزف شلینگ بود. او منتقد ایده آلیسم کانتی بود و سیستم فلسفی خود را به نام رئالیسم عقلانی پیشنهاد کرد، دیدگاهی که صرفاً مبتنی بر " تفکر به مثابه تفکر" است. 

## زندگی
باردیلی در ۱۸ مه ۱۷۶۱ در بلاوبویرن در دوک نشین وورتمبرگ به دنیا آمد. در سال ۱۷۸۶او در استیفت ، یک کالج الهیات پروتستان در توبینگن ، توبه کرد. در سال ۱۷۹۰او استاد فلسفه در کارلسشوله در اشتوتگارت شد. پس از بسته شدن کارلسشوله در سال ۱۷۹۴، او استاد فلسفه در Gymnasium Illustre اشتوتگارت شد و تا زمان مرگش در ۵ ژوئن ۱۸۰۸در آنجا تدریس کرد.
او به شدت با تمایز کانتی بین ماده و شکل تفکر مخالف بود و بر آن تاکید کرد که فلسفه باید فقط اندیشه، اندیشه ناب را در خود، زمینه یا امکان هستی در نظر بگیرد.
از نظر او اصل اساسی اندیشه، قانون هویت است; تفکر منطقی تفکر واقعی است. موضوعی که اندیشه بر آن اثر می‌کند، خودبخود نامعین است و از طریق عمل فکر، معین می‌شود. باردیلی ایده خود را به صورت یک طرفه اجرا کرد. او معتقد بود که فکر به خودی خود قدرت توسعه ندارد و در نهایت آن را به محاسبات حسابی تقلیل داد. 
طبق دانشنامه‌ی بریتانیکا ویرایش یازدهم :
سیستم او نفوذ کمی در آلمان داشته است. 
کارل لئونهارد راینهولد (۱۸۲۳-۱۷۵۷) به تنهایی آن را در برابر حمله فیشته و شلینگ توضیح داد. با این حال از برخی جهات ایده های او راه را برای گمانه زنی های بعدی شلینگ و هگل باز کرد.
باردیلی در مرگلشتتن درگذشت .

## آثار
- مشاهدات فیزیکی، به ویژه هواشناسی (۱۷۸۰).
- درباره شکل گیری و ماهیت مه فوق العاده در منطقه ما در تابستان ۱۷۸۳(۱۷۸۳).
- دوره های عالی ترین مفاهیم فلسفی (۱۷۸۸). ۲ جلد.
  - جلد ۱. دوران ایده های یک روح، خدا و روح انسان.
- آیا برای مهمترین آموزه های فلسفه نظری و همچنین عملی (۱۷۹۱) وجود دارد.
- سوفیلوس، یا اخلاق و طبیعت به عنوان مبانی حکمت جهانی (۱۷۹۴).
- فلسفه عملی عمومی (۱۷۹۵).
- درباره منشأ مفهوم اراده آزاد (۱۷۹۶).
- درباره [قوانین] انجمن عقاید (۱۷۹۶).
- نامه هایی در مورد منشأ متافیزیک به طور کلی (۱۷۹۸)
- طرح کلی منطق اول (۱۸۰۰).
- دکترین ابتدایی فلسفی (۱۸۰۶-۱۸۰۲). ۲ جلد.
- مشارکت در قضاوت وضعیت فعلی دکترین عقل (۱۸۰۳).
- مکاتباتی در مورد ماهیت فلسفه و مزاحم حدس و گمان (۱۸۰۴).